# Сан-Педро (Белиз)
Сан-Пе́дро (англ. San Pedro) — город в Белизе, расположен в столичном округе.

## Географическое положение

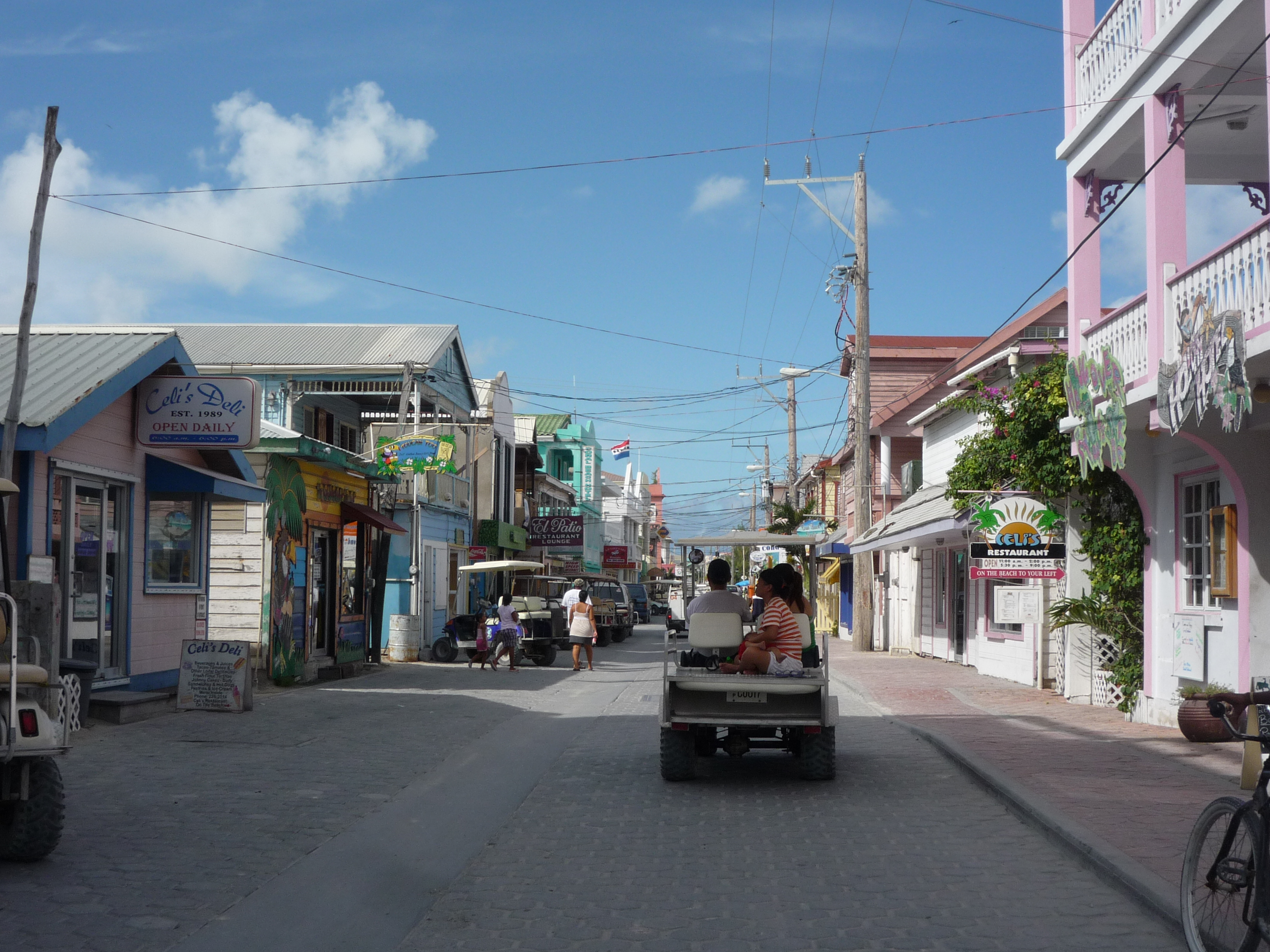
На одной из улиц города

Сан-Педро расположен на острове Амбергрис-Кей, высота центра составляет 0 метров над уровнем моря.

## История
Сан-Педро получил статус города в 1848 году. Английский язык является основным языком общения в городе, однако многие жители говорят по-испански. Одна из основных отраслей экономики в городе — туризм, в первую очередь подводное плавание. Сан-Педро посещает много дайверов из других стран, на острове есть барокамера.

## Демография
Население города по годам:
| 1991  | 2000  | 2012   |
| ----- | ----- | ------ |
| 1 842 | 4 499 | 13 381 |